# Codex Pray

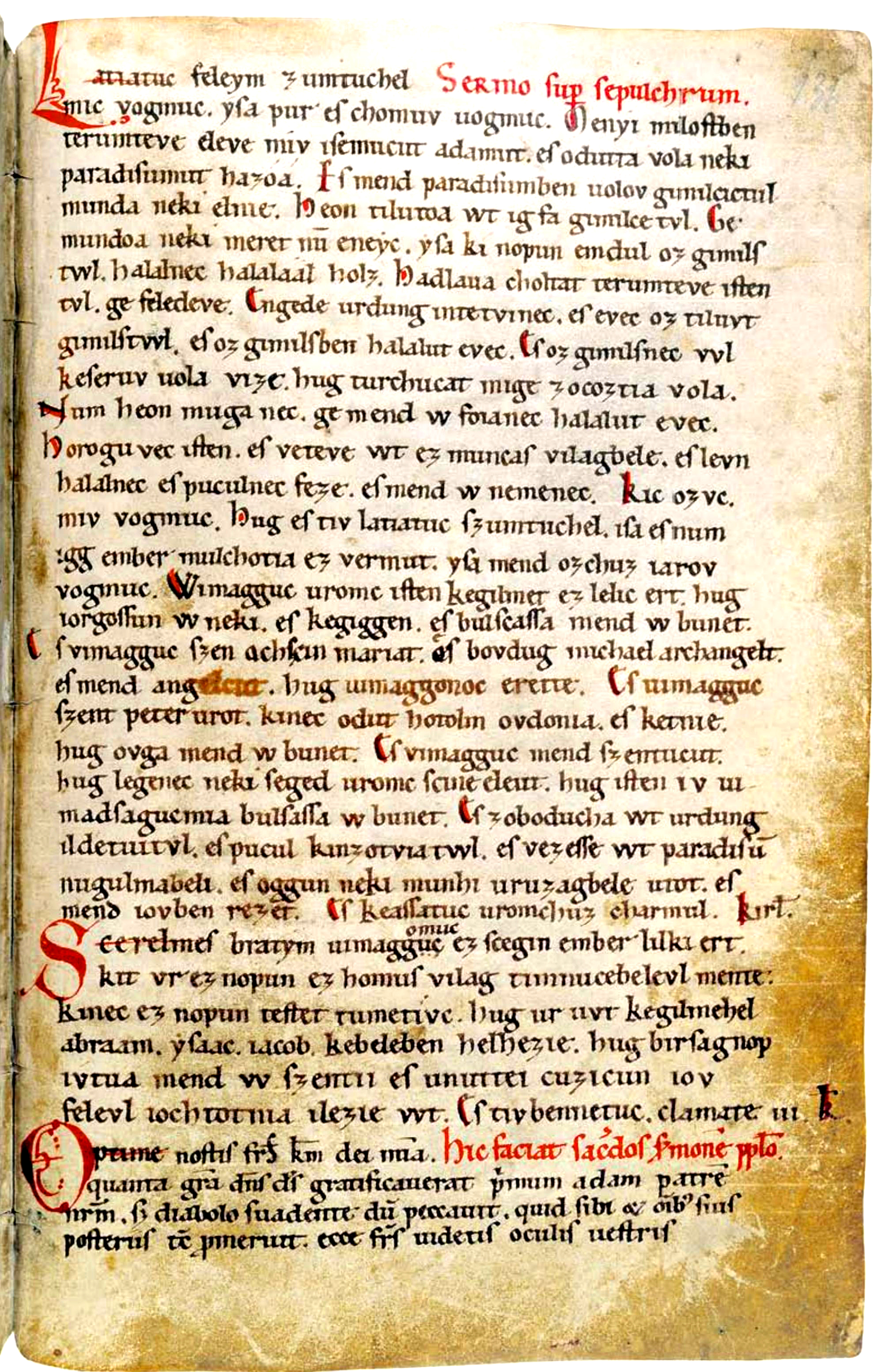
Le premier texte complet en hongrois, le Discours funèbre commençant par « Vous le voyez, mes frères, de vos yeux, ce que nous sommes. Eh oui, nous sommes poussière et cendre. »

Le Codex Pray, écrit approximativement entre les années 1192 et 1195, contient le premier texte entièrement en hongrois, un discours funèbre suivi d’une prière (en hongrois, Halotti beszéd és könyörgés). Le discours funèbre est aussi traduit en latin. C’est en même temps le premier texte écrit dans une langue finno-ougrienne.
Ce document a été découvert par un jésuite, György Pray, en 1770. Il se trouve à la Bibliothèque nationale Széchényi de Budapest.

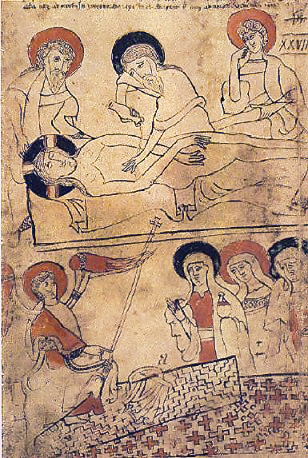
Mise au tombeau.

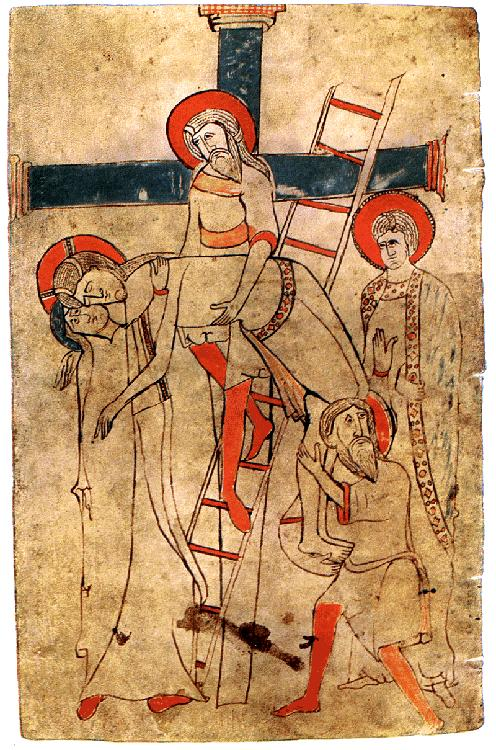
Descente de la croix.

Le codex comporte cinq illustrations représentant la Mise au tombeau du Christ. Selon Pierluigi Baima Bollone, l'une d'entre elles montrerait certaines similitudes avec le suaire de Turin : Christ représenté entièrement nu, les mains croisées sur le pubis ; mains avec quatre doigts seulement, comme si les pouces étaient rétractés. Il affirme parvenir à détecter que la tissure du drap sépulcral est en chevron et qu'il existe des trous en L comme la disposition des brûlures sur le linceul de Turin. En revanche le crucifié de cette représentation ne porte pas de barbe, mais sur d'autres représentations, notamment celles du Christ en croix, le Christ porte une barbe naissante.